# موتور گرمایی کارنو

نمودار موتور گرمایی کارنو: گرما از منبع گرم به منبع سرد رفته و کار به محیط تحویل می‌دهد

موتور گرمایی کارنو (به انگلیسی: Carnot heat engine) موتوری است که در فرایند برگشت‌پذیر چرخه کارنو کار کند. طرحهای نخستین از این موتور نخست توسط نیکولا سعدی کارنو در سال ۱۸۲۴ مطرح و توسعه یافت. نگاره این موتور توسط بنویت پال امیل کلاپیرون در سال ۱۸۳۴ کشیده گشت و محسبات ریاضیاتی با توجه به مفهوم تشکیل آنتروپی در سال ۱۸۵۷ توسط رودلف کلاوزیوس انجام گشت.
هر سامانه ترمودینامیکی در حالت خاصی قرار دارد.چرخه ترمودینامیکی زمانی پدید می‌آید که که حالت ترمودینامیکی سامانه یک یا چندین بار تغیر کند ولی در انتها به حالت نخست بازگردد؛ که در انواعی از چرخه‌ها می‌تواند به محیط کار تحویل دهد مانند ماشین گرمایی.
"ماشین کارنو" به معنی ماشین برگشت‌پذیری که فقط بین دو منبع عمل میکند است..

## بازده (راندمان)
بازدهٔ ماشین گرمایی از این فرمول به دست می‌آید
{\displaystyle \eta ={\frac {-dW}{-dQ_{h}}}}
در ماشین گرمایی کارنو می‌توان نوشت
{\displaystyle \eta ={\frac {-dW}{-dQ_{h}}}={\frac {-dQ_{h}-dQ_{c}}{-dQ_{h}}}=1-{\frac {dQ_{c}}{-dQ_{h}}}}
فرمول زیر هم برای بازده ماشین کارنو مورد استفاده قرار می‌گیرد:
{\displaystyle \eta _{\text{max}}=1-{\frac {T_{c}dS_{c}}{-T_{h}dS_{h}}}=1-{\frac {T_{c}}{T_{h}}}}
هرچه اختلاف دمای منبع سرد و گرم بیشتر باشد بازده ماشین بیشتر است.
یک ماشین گرمایی بازده‌ای بیشتر از ماشین کارنو ندارد.یعنی ساخت ماشینی که در دمای ۳۰۰ و ۶۰۰ درجه کلوین بازدهٔ ۷۰ درصدی داشته باشد غیرممکن است. ماشین گرمایی‌ای که بین دمای ۳۰۰ و ۶۰۰ کلوین کار کند حداکثر بازدهٔ ۵۰ درصدی دارد.
برای اینکه ماشین کارنویی بازده صدرصد داشته باشد باید Tc صفر باشد .چون طبیعت برای ما منبعی با دمای صفر مطلق فراهم نمی‌آورد ،رسیدن به یک ماشین حرارتی با بازده صدرصد عملا غیر ممکن است.